# Jean-Jacques Reboul
Jean-Jacques Auguste Reboul est un homme politique français, né 2 février 1781 à Mondragon, dans le Vaucluse, et mort au même lieu le 13 août 1865.

## Biographie
Jean-Jacques Reboul naît le 2 février 1781 à Mondragon et est baptisé le lendemain. Il est le fils d'Antoine Reboul, licencié en droit, et de Félicité Coste.
Il est décoré de la Légion d'honneur, au titre de chevalier, en mai 1825.

## Carrière politique
Jean-Jacques Reboul assura les fonctions de maire de la commune de Mondragon, de 1816 à 1825, avant d'être élu député de Vaucluse.
Il meurt le 13 août 1865 à Mondragon.

### Sources
- « Jean-Jacques Reboul », dans Adolphe Robert et Gaston Cougny, Dictionnaire des parlementaires français, Edgar Bourloton, 1889-1891 [détail de l’édition]